# Micrurus pacaraimae
Micrurus pacaraimae là một loài rắn trong họ Rắn hổ. Loài này được Morato De Carvalho mô tả khoa học đầu tiên năm 2002.